# Australicoccus hibbertiae
Australicoccus hibbertiae är en insektsart som först beskrevs av William Miles Maskell 1892.  Australicoccus hibbertiae ingår i släktet Australicoccus och familjen ullsköldlöss. Inga underarter finns listade i Catalogue of Life.